# Adam Young
Adam Young (* 5. července 1986) je americký hudebník, zpěvák, skladatel, multiinstrumentalista, producent a zakladatel elektronického projektu Owl City (česky Soví Město). V mnoha rozhovorech byl Adam dotazován na to, proč zrovna vznikl název Owl City, jeho odpovědí bylo to, že to jsou dvě náhodná slova, která měl na mysli a jejich spojení nedává žádný smysl a že je rád, když se lidé zamýšlí právě nad tím, proč spojení Owl a City.
Stál také v čele několika dalších projektů jako Sky Sailing, Port Blue a Swimming With Dolphins. Adam dříve působil jako sólový zpěvák, popularitu si vybudoval prakticky od nuly, bez protekce, když trpěl nespavostí a hrával doma u rodičů ve sklepě. Své elektropopové písně poslal na MySpace a iTunes, načež prodal okolo 2000 skladeb týdně pod názvem Owl City, po té narychlo vytvořil EP plně dlouhotrvající album. První hudební verze a zároveň album nepříliš úspěšné Of June debutovalo 21. dubna 2007, mělo 7 skladeb včetně "Hello Seattle", které bylo vydáno ještě jednou spolu s naopak úspěšným albem Ocean Eyes vydaným 14. července 2009, za které Owl City získalo zlatou desku. Hitem éterů celého světa se stal singl „Fireflies“ (Světlušky). Ale proslavily se i hity jako „Hot Air Balloon“ nebo „Vanilla Twilight“. Za prodej desky Ocean Eyes v USA získala skupina v prosinci 2009 zlatou desku. Skupina jezdí koncertovat po celém světě.

## Osobní život
Adam Young se narodil v městečku Centerville, Iowa, (a později se přestěhovali do Owatonny, Minnesota) jako jedináček učitelce Joan a mechaniku Randalu Youngovým. Údajně má Adam i nějaké příbuzné v Kanadě. Rodičům se se svými hudební výtvory nesvěřoval, věděli jen, že pro zábavu tvoří nějakou hudbu. Až jednou jim dal poslechnout svou skladbu a vyrazil jim dech, jeho otec říká: "Jednou v noci nám pustil píseň a to nás prostě uzemnilo. Pomysleli jsem si: 'Tady se děje něco víc.'"
Adam žije ve svém rodném městě Owatonna v Minnesotě, kde píše programy a všechnu svou hudbu. Také se zmínil, že má Aspergerův syndrom, často mluví o tom, že je velice stydlivý a společensky introvertní, hlavně v případě, kdy má mluvit se ženou.
Rád je sám ve svém domě v Owatonně, nevyhledává rušné večírky ani slávu související s jeho osobností. Navzdory úspěchu zůstává nadále snílkem, skromným, plachým, introvertním, přátelským a oddaným Bohu a víře. Rád reaguje na nejrůznější komentáře fanoušků, udržuje s nimi stálý kontakt a tu a tam pro ně vymyslí nějaké zpestření, např. měli na Instagramu komentovat jednu jeho fotku a ten nejvtipnější komentář měl Adam oficiálně vyhlásit.
Řekl, že ho baví fotografování a považuje se za amatérského fotografa. Popsal se jako křesťan a píše o jeho víře na svém blogu a prostřednictvím své hudby. Adam rád nosí či nosil tenisky japonské značky Onitsuka Tigers, a to konkrétně model MEXICO 66. Adam již od dětství rád hraje videohry Nintendo - závody Super Mario Kart - a také říká, že je vegetarián, i když později v rozhovoru uvedl, že má rád kuřecí křidýlka. Adam má či měl Yorkšírského teriéra jménem Max.
V roce 2011 složil k písni "Enchanted" od Taylor Swift cover, jako odpověď na tuto píseň, která byla určena právě pro Adama a kde Taylor zpívá, že byla okouzlená ze setkání s Adamem. V bookletu k albu, kde byla skladba, bylo možné po poskládání velkých písmen z textu písně přečíst slovo ADAM. Adam tedy na svém tumblr blogu publikoval příspěvek adresovaný Taylor, píše: "Nejdražší Taylor, sám přiznávám, že jsem docela plachý kluk, a protože hudba je nejvýmluvnější forma komunikace, kterou ovládám, tak jsem se rozhodl něco pro tebe nahrát - takovou 'odpověď na dechberoucí píseň z tvého současného alba. Je to to, co jsem ti chtěl říct osobně, ale pro co jsem těžko hledal slova: Všechno na tobě je roztomilé. Jsi nesmírně okouzlující dívka s dobrým srdcem a půvabem a elegancí, které nedokážu popsat. Jsi opravdová princezna ze snové pohádky a nad to nade vše prostě chci, abys věděla, že...Taky jsem byl okouzlen, když jsem tě poznal. S láskou Adam." Později v jednom rozhovoru Adam uvedl, že Taylor mu nikdy neodpověděla. Jeho cover i s příspěvkem byly staženy ze stránek. Na stránkách IMDb je zmíněno, že skladba byla použita ve filmu Alpha and Omega 3: The Great Wolf Games (2014).
Adamovým nejvážnějším vztahem byl s Ann Marie Monson, na kterou vzpomíná např. ve skladbě "Lonely Lullaby". Na koncertě v Los Angeles v roce 2011, když hraje Adam tuto skladbu na piano, je vidět jeho hluboké dojetí, bolest a vzpomínky spojené s touto baladou. Fanoušci to vycítili a během Adamova vystoupení udržovali uctivé ticho.
Adam je často přirovnáván svým vzhledem k argentinskému fotbalistovi Lionelu Messi.
V roce 2010 jej trápily ledvinové kameny a po jednom koncertu přišel o hlas.

## Počátky kariéry
Adam často uvádí, že vyrůstal v malém městečku, kde se moc o hudbě nemluvilo, také rodiče nebyli pro hudbu nějak zvlášť zapálení. Sám Adam si k ní postupně našel cestu, od svého strýce se naučil hrát na kytaru (ten mu také tu svou dal a Adam ji používá pro své písně ještě dnes), na klavír a začínal jako bubeník v metalové skupině Isle, o které se v rozhovorech často zmiňuje. Mezi roky 2003 až 2007 vytvořil celou řadu menších a mnohdy zábavných projektů (viz článek Vedlejší projekty Adama Younga), ze kterých se vyvinulo právě úspěšné Owl City a pak také už méně známé Port Blue a Sky Sailing. Adam také hrál v kapele v kostele.

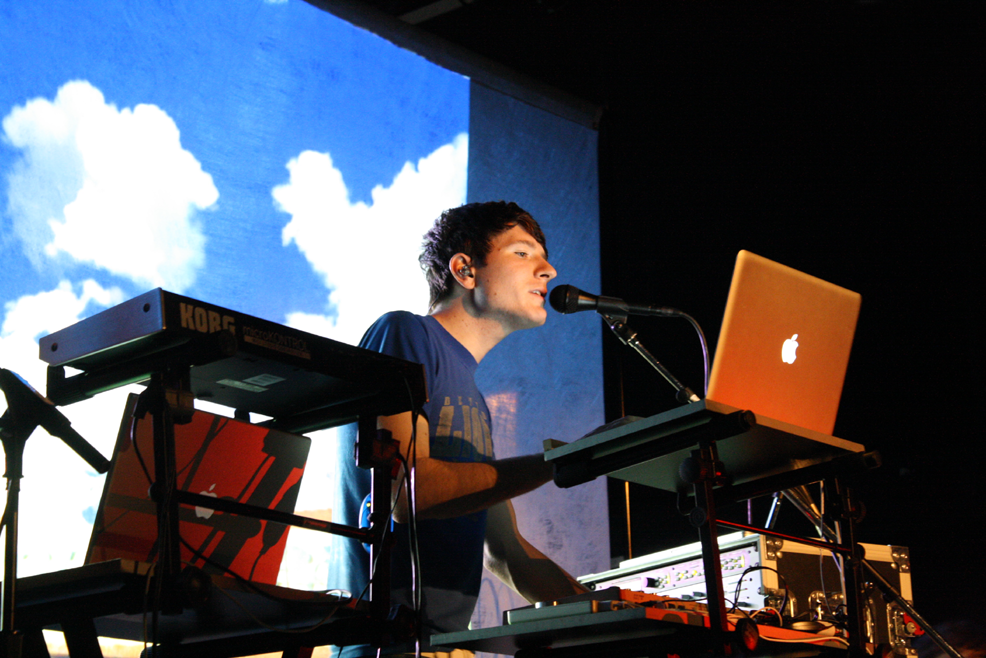
Adam Young při prvních koncertech Owl City

"Psát jsem začal na střední poté, co jsem si zlomil zápěstí (což je ironické) při skateboardingu. Naštěstí to byla levá ruka, tak jsem pořád mohl ovládat počítačovou myš. Pohrával jsem si s programováním a sekvenováním a nakonec chytil vážnou kreativní infekci, která se mě stále drží. Dodneška nemůžu přestat psát a nahrávat. Asi to ze mě dělá 'nenasytného vynálezce' nebo něco takového. Tento kreativní proces je neuvěřitelně inspirativní."
Během střední školy si přivydělával na různých brigádách, např. Hy-Vee. Po střední škole Adam pracoval u UPS v Minneapolis a poté strávil semestr a půl na owatonské Riverland Community College.
Poté, co si vydobyl určitý úspěch na MySpace a iTunes, přilákal pozornost několika nahrávacích společností, z nichž si nakonec vybral Universal RepubIic, neboť do té doby mu s oficiálními záležitostmi pomáhal jen nějaký owatonský právník. Spoluprezident Universal Republic Avery Lipman pozval Adama do New Yorku, kde nezkušenému Adamovi musel vysvětlit celou nahrávací politiku, co to nahrávací společnost je, k čemu je potřeba právník, manažer... Po třech měsících Adam smlouvu podepsal, ukončil práci ve skladě Coca Coly asi šest měsíců po debutu na MySpace a od té doby se naplno věnuje hudbě. "Pamatuju si, ... jak jsem řekl svému šéfovi: 'Toto bylo skvělé a byl jsem za tuto práci vděčný, ale už mám něco jiného.' Vidím jeho pohled, když jsem mu řekl, že dělám hudbu a že doufám, že si s ní na chvíli vystačím. Vzpomínám si, jak jsem odtud odcházel, a to byl ten nejlepší pocit na světě."

## Záliby

### Hudba
Hudba je pro Adama jak prací, tak zábavou. Rád ji tvoří i poslouchá. Mezi jeho oblíbené žánry patří ambientní hudba, hudba beze slov. Také je fanda skladeb z filmů nebo vytvořených pro film a ze závěrečných titulek a soundtracků filmů, dokonce i těch, které nikdy neviděl. Z těchto filmových skladatelů obdivuje: Alan Silvestri, Hans Zimmer, James Newton Howard, John Williams, Thomas Newman.
Jako oblíbené skupiny uváděl Enyu a hlavně Unwed Sailor a v rozhovoru z roku 2014 uvádí také DC Talk a Owena Wilsona. V roce 2014 uvedl, že svých skladeb, které napsal, má nejraději "Dementia" z alba "The Midsummer Station", na které spolupracoval se zpěvákem z Blink-182 Markem Hoppusem, a z těch, které napsal úplně sám, "Speed of Love" nacházející se rovněž na tomto albu.
"Je pro mě těžké opravdu si užít cokoliv slyším na popových rádiových stanicích nebo dokonce pop obecně. Bylo pro mě vždycky těžké získat nějakou inspiraci z 'konvenční' hudby. Vinou bude to, co jsem poslouchal na střední. ale z nějakého důvodu jsou skupiny jako Mogwai, Rachel's nebo Telefon Tel Aviv jaksi zajímavější. Jejich odměna je větší. Jejich písně v sobě mají mystiku, kterou tří a půl minutové rádiové singly podle mého názoru postrádají. V tom byla ta vzrušující výzva, když jsem začal tvořit hudbu pro Owl City. Byl to pop. Nikdy předtím jsem pop nedělal a ani jej neposlouchal, ale chtěl jsem ho vytvářet, protože to bylo nové."
"Hudba je něco, co je spojeno s tím, co jsem. Umožňuje mi to zhluboka dýchat, cítit, toužit a snít v těch nejnádhernějších cestách, které si můžete představit. Muzika je něco, bez čeho si nemůžu svůj život představit, a ačkoliv to pro mě znamená víc, než pro svět samotný, na stupnici všech cenných a důležitých věcí v mém životě je něco, co vše daleko převažuje - můj vztah k Ježíši Kristu... Jsem umělec, to je to, co dělám. Vytváření umění byl můj sen už od základní školy, je to jediná věc, ve které jsem dobrý, a při pohledu zpět na všechny ty roky, zůstávám bez dechu, naprosto a kompletně beze slov nad tím, jak Pán si vybral užít hudbu a to, co dělám jako Owl City."
Častou hláškou, kterou Adam rád cituje a která jeho život naprosto vystihuje je: "Music is how I deal with life." (Hudba je způsob, kterým se vypořádávám se životem).

### Filmy
Filmy vyplňují pravděpodobně podstatnou část Adamova volného času, kdy se zrovna nevěnuje hudbě. Z nich čerpá svou inspiraci a jsou předmětem jeho mnohých úvah, neboť Adam je velkým snílkem a rád podniká výpravy do říše fantazie, pro což mu filmy dodávají bohatý materiál. Mezi jeho nejoblíbenější patří bezesporu Daleká cesta za domovem z roku 1978 natočený podle stejnojmenné knihy, která je zase Adamovou nejoblíbenější knihou. Adam k písni z toho filmu "Bright Eyes" vytvořil cover. Dalším oblíbeným kinematografickým dílem je Lví král z roku 1994, k jehož písni "Can You Feel The Love Tonight" rovněž vytvořil svůj cover.
Po nějakou dobu byl jeho velkou inspirací další animovaný film Hledá se Nemo. Např. v písni "The Bird and the Worm" z alba Ocean Eyes používá Marlinův vtip.
Na Twitteru Adam občas cituje také pasáže z různých komedií: "Dunston: Sám v hotelu" (1996), "Kokosy na sněhu" (1993), "Hook" (1991),...
Na svém blogu zveřejnil seznam svých deseti nejoblíbenějších filmů: "Nahá pravda" (1937), "Jak ukrást Venuši"  (1966), "Jezinky a bezinky" (1944), "Spláchnutej" (2006), "Terminál" (2004), "Daleká cesta za domovem" (1978),...
Adam sleduje také hororový seriál "Živí mrtví" a jeho oblíbenou postavou je Daryl Dixon.

### Skateboarding
Adam je již od mala zapálený pro skateboarding. Jezdit začal se svými kamarády z Windsor Airlift. Ti na Youtube nahráli videa z let 2000 a 2001, kde je Adam a ukazuje pár triků. Ještě i dnes se Adam tomuto sportu věnuje, a to když si chce na chvíli "odpočinout" od muziky. Ovšem obě činnosti spojuje, když 2. října 2014 na SoundCloud nahrává píseň Kickflip: "Když toto posloucháte, tak vlastně posloucháte mě, jak na skateboardu dělám kickflip."
Ve videoklipu k písni "Deer in the Headlights" z alba All Things Bright and Beautiful Adam na začátku přijíždí k autu DeLorean přijíždí právě na skateboardu.

## Víra
"Nesnaž se zářit tak, abys tě ostatní mohli vidět. Sviť tak, aby skrze tebe mohli vidět Jeho." je citát od C. S. Lewise, který Adam sdílel 17. listopadu 2014 a který dobře charakterizuje Adama.
O obrovském úspěchu vždy mluvil a stále mluví jako o neuvěřitelném požehnání a vidí v něm své poslání, to, co chce Bůh použít ke své větší slávě. Byl neuvěřitelně udiven nad tím, co mu umožnil Pán, za což mu neustále děkuje a má kolena samou modřinu, jak padá na kolena, aby chválil svého Spasitele za nekonečnou milost, kterou mu Pán dal. I když Owl City není vyloženě křesťanská či worshipová skupina, hluboko v její podstatě je víra díky zakladatelově vroucím vztahu k Bohu pevně zakořeněna a z textů písní ji lze snadno vyčíst. Název alba "All Things Bright and Beautiful" je inspirován náboženským hymnem, píseň "You're Not Alone" je přímo o Bohu a v písních jsou častá slova jako naděje a světlo, odkazující právě na Boha. Na CD se vždycky nachází věta: "All praise and glory to Jesus Christ, to whom I owe everything." Což by se dalo přeložit jako: "Všechna chvála a sláva patří Ježíši Kristu, kterému vděčím za všechno."
12. července 2014 na Instagramu píše: "Ježíši Kristu, svrchovanému všemohoucímu Pánu, se zavazuji svým životem do doby, dokud nepřijde nebo mě nezavolá domů."
Owl City prodávalo trička s nápis "I AM" (JÁ JSEM), které měl na sobě na některých fotkách i Adam, což může odkazovat buď k písni "Hello Seattle" z alba Of June či Ocean Eyes (Hello Seattle, I am...), nebo tím může být myšleno "I am ME." Adam už od počátku na obalech svých CD přidává větu Owl City is Adam Young. Nebo také význam může být jako odkaz na Bibli, konkrétně Druhou knihu Mojžíšovu, kde je řečeno: "I AM the Lord thy God", "They shall call me I AM", takže by to zastupovalo jméno Boha.
I když Adam často říká, že je křesťanem, konkrétní církev nikde nezmiňuje. Každopádně studuje Bibli každý den, občas sdílí nějaký citát na svých účtech na sociálních sítích, čte nábožensky zaměřené knihy, má rád teologa Johna Pipera, anglického spisovatele C. S. Lewise, pastora a spisovatele Joshuu Harrise. Také říkal, že v dětství spolu s rodiči často chodili do kostela, byli tam "vždy, když bylo otevřeno".
"Ježíš Kristus je mé všechno. Svěřil jsem mu kontrolu nad svým životem, požádal ho, aby přišel do mého srdce a pracoval v mém životě a proměnil mě v nového člověka, někoho, kým mě On sám chce mít. Usiluju o to, abych Krista ctil vším, co dělám, říkám, tvořím a myslím. Nic pro mne není důležitější než můj vztah s ním."

## Další informace

### Rick
Adam je známý také pod přezdívkou Rick. Vše to vzniklo tak, že Adam řekl, že má rád animovaný seriál "Spongebob v kalhotách" a jeho oblíbenou epizodou je ta, kde Spongebob a Patrick soutěží v souboji kuchařů (2. série, 19. díl - Závody kuchařů). Spongebob vymaže část Patrickova jména, tak že zbude "Rick", na což Patrick zareaguje výkřikem: "My name's not Rick!" (Nejmenuju se Rick). A Adamovi fanoušci jej začali nazývat Rick a ten na to obvykle reaguje právě větou "My name is not Rick!" Dokonce v jednom interview z roku 2012, kdy se toto jméno během chatů pod hashtagem #OCTMS šířilo, je Adam na tuto přezdívku tázán: "Rick je jako mé druhé já, mé tajné jméno."

### Nespavost
"Částečně jsem se naučil svou nespavost přijmout. Ačkoliv, když si nevezmu tři pilulky melatoninu (myslím, že je to tři gramy na jeden), tak potom obvykle zůstanu vzhůru celou noc. Takže melatonin pomáhá. Jinak Ambien mě otupuje. Šílím z něho a pak píšu takové opravdu zvláštní písně" Na otázku, jestli chodí Adam na terapie, nebo jestli jsou pro něj jeho písně terapií samou odpovídá: "Přesně tak. Myslím, že psaní hudby je něco, co mi pomáhá pozitivně se vypořádat se životem. Pomáhá mi to vypořádat se s nespavostí tím, že píšu neodmyslitelně optimisticky znějící písničky, i když jsou tam ty temné, melancholické podtóny. A to mi dává něco, čím to zavřít na závoru. Kdybych neměl hudbu, abych se na ni zaměřil, asi by ze mě byl zločinec."
Shrnuto do věty: "The insomnia is both a blessing and a curse." (Nespavost je jak požehnání, tak kletba). Jelikož je Adam velkým snílkem, který nad vším rád přemýšlí (např. přišel s otázkou, jestli někdo přemýšlel nad tím, že vany jsou vlastně přesným opakem lodí), tak tento citát upravuje: "It is both a blessing and a curse to feel everything so very deeply" (Je to jak požehnání, tak kletba, pociťovat všechno tak hluboce).

### Inspirace
Adam v jednom rozhovoru řekl, že inspiraci pro své texty hledá mimo jiné i ve veršovacím slovníku. "Je úžasné, jak jedno slovo mě přivede k přemýšlení na něčím a umožní mi to vysnít si celý obraz celého okolního 'světa'."
Další obrovskou inspirací jsou pro Adama knihy a filmy. Řekl, že kdysi když se díval na jeden film, dostal nápad na nějakou melodii, tak si ji šel hned zapsat. Také motivy z filmů se objevují v testech jeho písní. Příkladem toho je např. píseň "Wolf Bite" z EP Ultraviolet, která vznikla poté, co sledoval film Vlkodlak s Anthony Hopkinsem, nebo také film Hledá se Nemo se projevuje v písni "The Bird and the Worm" z alba Ocean Eyes. "Jedna z věcí, které mě na hudbě zaujaly, byl film Hledá se Nemo. Hudba z tohoto filmu je tak inspirující. Je to doklad toho, jak může hudba stát sama za sebe, když je napsaná pro něco vizuálního. To mě zastavilo a přinutilo uvažovat: wow, tito lidé ve mně vzbuzují touhu udělat to pro ostatní. Neměl jsem žádnou strukturu nebo nějaký určitý směr, kterým bych chtěl své texty zaměřit, ale věděl jsem, že chci vystoupit nad to všechno se tam kolem vznášelo." 
Owl City písně jsou inspirovány také Adamovým životem či životními příběh těch okolo něj. Např. píseň "You're Not Alone" vznikla poté, co si Adam četl zprávu o křesťance odsouzené k trestu smrti.

### Proč Owatonna?
"Spousta lidí se ptá, proč si nepořídím apartmá v New Yorku nebo někde v LA, ale upřímně, strávil jsem spoustu času v obou městech a i když si tamní pobyt vždycky užívám, nikdy bych tam nechtěl bydlet. Owatonna je takové moje hrabství (pozn. Shire - možná odkaz na domov hobita Bilba), bezpečný přístav od nevyhnutelného smyslového přetížení, které postihuje místa jako New York a Los Angeles. V New Yorku lidé chodí tak strašně rychle, není tam žádné otevřené prostranství, žádná vůně čerstvě posekané trávy. Pro mně je to jako mraveniště. Owatonna je domov. A navíc jsem naprosto posedlý Taco John’s, o kterém na pobřeží nikdo nic neslyšel. Jak bych se mohl vzdát Potato Oles?"

### První věc, co by Adam udělal po příchodu do nebe?
Páni, já nevím. Kdyby tam byla voda, asi bych si šel zaplavat, protože to mám rád. Jsem ze středozápadu, takže jsem snad v tom nejvzdálenějším místě od jakékoliv vody, ačkoli je v Minnesotě dost jezer, ale je tam plno děsivých ryb. Takže bych šel asi plavat, ale až po tom, co bych se s každým pozdravil. Jsem tak trochu zvědavý, jestli budu plachý i v nebi. Kdybych byl, tak bych šel do svého pokoje a vytvořil nějakou píseň.

## Alba

### Owl City
- Of June (2007)
- Maybe I'm Dreaming (2008)
- Ocean Eyes (2009)
- All Things Bright and Beautiful (2011)
- The Midsummer Station (2012)
- Ultraviolet (2014)
- Mobile Orchestra (2015)

### Port Blue
- Arctic (2006)
- The Airship (2007)
- The Albatross EP (2008)
- The Pacific EP (2013)

### Sky Sailing
- An Airplane Carried Me to Bed (2010)

### Adam Young Scores
- Apollo 11 (únor 2016)
- RMS Titanic (březen 2016)

## Spolupráce
Adam nazpíval řadu písní pro jiné interprety:
- Chicane, Giants – "Middledistancerunner" (2010)
- Armin van Buuren, Mirage – "Youtopia" (2010)
- He Is We, Skip to the Good Part – "All About Us" (2011)
- tobyMac, Christmas in Diverse City – "The First Noel" (2011)
- Paul van Dyk, Evolution – "Eternity" (2012)
- Schiller, Sonne – "Alive" (2012)
- Lights, Siberia Acoustic – "Cactus in the Valley (Acoustic)" (2013)
- Relient K, Collapsible Lung – "That's My Jam" (2013)
- Ørjan Nilsen, No Saint Out of Me – "In the Air" (2013)

Také produkoval hudbu pro umělce:
- Relient K, Forget and Not Slow Down (Amazon exclusive track) – "Terminals" (2009)
- Jars of Clay, The Shelter (2010)
- Outasight, "If I Fall Down" (2012)
- Dispatch - "Circles Aroundthe Sun" (2012)
- Didrik Franzén - "Ready To Fly" (2013)
- Sekai No Owari - "Mr. Heartache" (2015)
- "Clap Your Hands" (2015)

A napsal písně pro:
- Abraham Mateo, AM – "Kill the Lights" (2013)

Zremixoval písně (ty jsou obvykle pak označeny "Adam Young Remix"):
- Lights, non-album release – "Saviour" (2010)
- John Mayer, non-album release – "Half of My Heart" (2011)
- Something Corporate, Played in Space: The Best of Something Corporate – "I Woke Up in a Car" (2010)
- Breanne Düren, non-album release – "Daydreams (Owl City Remix)" (2011)
- Switchfoot, Vice Re-Verses – "Blinding Light" (2012)
- Fort Minor, non-album release – "Where'd You Go" (2012)[87]
- Carly Rae Jepsen & Owl City, Good Times (Remixes) EP – "Good Time" (2012)

18.11.2014 se objevil na albu The Art of McCartney věnovanému Paulu McCartneymu s coverem písně "Listen to What the Man Said". 